# 伊利奇钢铁厂
47°08′51″N 37°34′33″E / 47.14750°N 37.57583°E
伊利奇钢铁厂（乌克兰语：Маріу́польський металургі́йний комбіна́т і́мені Ілліча́ ）是乌克兰第二大冶金企业，它位于马里乌波尔。

## 概述
伊利奇钢铁厂生产各种各样的热轧和冷轧钢，並應用於造船業、石油管道、钻孔天然气管道和水管。该公司是乌克兰唯一一家生产镀锌钢和液化气罐的企业。

## 历史
1896年4月19日，美国的罗斯坦和史密斯获得了俄帝國政府的许可，成立了尼科波尔-马里乌波尔矿冶协会。 1897年，這协会在馬里烏波爾設立了车间，亦被認為是伊利奇钢铁厂正式成立的日期。
2022年3月，该工厂在马里乌波尔围城战中严重受损壞。俄罗斯军队于4月13日攻下了這工厂，俄羅斯國防部於兩天後證實完全控制該工廠。

## 各部門列表
- 冶金部門
  - 凝聚工廠（歐洲最大的）
  - 高爐車間
  - 轉換器車間
  - 露天車間
  - 石灰窯部
  - 平軋機 1150
  - 壓扁機 1700
  - 壓扁機 3000
  - 壓扁機 4500
  - 冷成品車間
  - 電焊管軋機
  - 管磨機
  - 氣球車間
- 冶金化工廠（沃爾諾瓦哈區城中村 Donske ），生產鐵合金、單晶矽等
- 採礦部門
  - 共青村石灰礦
  - 德魯日基夫卡礦
- 機械製造部門
  - "Umanfermmash"（切爾卡瑟州烏曼）
- 運輸部門
  - 鐵道部
  - 電機部
  - “馬里烏波爾”機場
  - “Illich-Avia”航空公司
- 公共食品消費和貿易管理
  - 50處零售商店、咖啡廳、酒吧、餐廳
  - 肉類加工區
  - 牛奶和軟飲料加工區（馬里烏波爾牛奶廠）
  - 魚加工區（馬里烏波爾魚罐頭廠）
  - 糕點器具廠
  - 蔬菜基地及其他
- “Illich-Farm”藥房網絡
- 農業綜合設施
  - 50多個農業部門（頓涅茨克南部和扎波羅熱地區的前集體農場）
  - 農業綜合設施管理
- 民間消費及工藝美術品工作坊
- 金融保險機構
  - “Illichivska”保險公司
- 聯合信息中心
  - 馬里烏波爾市電視台（MTV）
  - “Illichivets newspaper”報社
- 建立組織
- 體育組織
  - “WT Mariupol （页面存档备份，存于）”水球隊
  - “馬利烏波爾足球會”足球隊
  - Volodymyr Boiko 體育場
  - “Ilyichevets”排球俱樂部
- 文化組織
  - Metallurgov 娛樂中心（鎮上的一個大廳）
  - 公共機構（婦女、青年、切爾諾貝利救援人員的建議和其他）
- 社會機構
  - 醫療中心
  - 兒童校外和學前機構
  - 療養勝地酒店（包括克里米亞南岸）
  - 兒童療養院等

## 外部鏈接
- Enterprise website （页面存档备份，存于）